# Sayhüyüğü, Toprakkale
Sayhüyük là một xã thuộc huyện Toprakkale, tỉnh Osmaniye, Thổ Nhĩ Kỳ. Dân số thời điểm năm 2010 là 495 người.